# ATX Open 2024
ATX Open 2024 byl tenisový turnaj na ženském profesionálním okruhu WTA Tour hraný ve Westwood Country Clubu. Druhý ročník ATX Open probíhal mezi 26. únorem a 3. březnem 2024 v texaském hlavním městě Austinu na dvorcích s tvrdým povrchem Plexicushion.
Turnaj dotovaný 267 085 dolary patřil do kategorie WTA 250. Nejvýše nasazenou singlistkou se stala třicátá pátá tenistka světa Anhelina Kalininová z Ukrajiny, která plnila roli turnajové jedničky poprvé v kariéře. Jako poslední přímá účastnice do dvouhry nastoupila, v době ukončení přihlášek, americká 82. hráčka žebříčku Taylor Townsendová. Nejmladší singlistkou byla 18letá Sára Bejlek a nejstarší pak 34letá Yanina Wickmayerová.
V důsledku invaze Ruska na Ukrajinu na konci února 2022 řídící organizace tenisu ATP, WTA a ITF s grandslamy rozhodly, že ruští a běloruští tenisté mohli dále na okruzích startovat, ale do odvolání nikoli pod vlajkami Ruska a Běloruska.
První singlový titul na okruhu WTA Tour získala 25letá Číňanka Jüan Jüe, která po skončení debutovala v první světové padesátce. V závěrečném utkání přehrála krajanku Wang Si-jü. Jednalo se tak o první ryze čínské finále od Jiangxi Open 2018 a první takové mimo Asii od Estoril Open 2006. Čtyřhru ovládly Australanka Olivia Gadecká s Britkou Olivií Nichollsovou, které odehrály první společnou deblovou soutěž.

## Rozdělení bodů a finančních odměn

### Rozdělení bodů
| Soutěž  | Soutěž      | vítězky | finalistky | semifinalistky | čtvrtfinalistky | 16 v kole | 32 v kole | Q  | Q2 | Q1 |
| ------- | ----------- | ------- | ---------- | -------------- | --------------- | --------- | --------- | -- | -- | -- |
| dvouhra | [ 2 ] [ 8 ] | 250     | 163        | 98             | 54              | 30        | 1         | 18 | 12 | 1  |
| čtyřhra | [ 9 ]       | 250     | 163        | 98             | 54              | 1         | —         | —  | —  | —  |

### Finanční odměny
| Soutěž                              | Soutěž      | vítězky  | finalistky | semifinalistky | čtvrtfinalistky | 16 v kole | 32 v kole | Q2      | Q1      |
| ----------------------------------- | ----------- | -------- | ---------- | -------------- | --------------- | --------- | --------- | ------- | ------- |
| dvouhra                             | [ 2 ] [ 8 ] | 35 250 $ | 20 830 $   | 11 610 $       | 6 608 $         | 4 040 $   | 2 890 $   | 2 140 $ | 1 380 $ |
| čtyřhra                             | [ 9 ]       | 12 820 $ | 7 210 $    | 4 140 $        | 2 470 $         | 1 900 $   | —         | —       | —       |
| částka ve čtyřhře je uvedena na pár |             |          |            |                |                 |           |           |         |         |

## Ženská dvouhra

### Nasazení
| Stát                          | Hráčka              | WTA | Nasazení |
| ----------------------------- | ------------------- | --- | -------- |
| Ukrajina                      | Anhelina Kalininová | 32. | 1.       |
| USA                           | Sloane Stephensová  | 41. | 2.       |
| USA                           | Danielle Collinsová | 46. | 3.       |
| Itálie                        | Lucia Bronzettiová  | 60. | 4.       |
| Francie                       | Diane Parryová      | 63. | 5.       |
| Čína                          | Wang Si-jü          | 64. | 6.       |
| USA                           | Peyton Stearnsová   | 65. | 7.       |
| Čína                          | Jüan Jüe            | 69. | 8.       |
| Žebříček WTA k 19. únoru 2024 |                     |     |          |

### Jiné formy účasti
Následující hráčky obdržely divokou kartu do hlavní soutěže:
- Fernanda Contrerasová Gómezová
- Victoria Jiménezová Kasintsevová
- Katie Volynetsová

Následující hráčka nastoupila pod žebříčkovou ochranou:
- Anastasija Sevastovová[4]

Následující hráčky postoupily z kvalifikace:
- Sára Bejlek
- Olivia Gadecká
- Rebecca Marinová
- Tereza Martincová
- Jessika Ponchetová
- Sachia Vickeryová

### Odhlášení
před zahájením turnaje
- Elina Avanesjanová → nahradila ji  Arina Rodionovová
- Viktoria Azarenková → nahradila ji  Alizé Cornetová
- Viktorija Golubicová → nahradila ji  Renata Zarazúová
- Ashlyn Kruegerová → nahradila ji  Darja Semeņistajová
- Caty McNallyová → nahradila ji  Emiliana Arangová
- Majar Šarífová → nahradila ji Kamilla Rachimovová

## Ženská čtyřhra

### Nasazení
| Stát                                                                      | Hráčka              | Stát     | Hráčka              | WTA  | Nasazení |
| ------------------------------------------------------------------------- | ------------------- | -------- | ------------------- | ---- | -------- |
| Gruzie                                                                    | Oxana Kalašnikovová | Ukrajina | Nadija Kičenoková   | 108. | 1.       |
| Kazachstán                                                                | Anna Danilinová     | Čína     | Čang Šuaj           | 122. | 2.       |
|                                                                           | Irina Chromačovová  |          | Jana Sizikovová     | 129. | 3.       |
| Slovensko                                                                 | Tereza Mihalíková   | Belgie   | Yanina Wickmayerová | 146. | 4.       |
| Žebříček WTA k 19. únoru 2024; číslo je součtem umístění obou členek páru |                     |          |                     |      |          |

### Jiné formy účasti
Následující páry obdržely divokou kartu:
- Maya Jointová /  Sabina Zejnalovová
- Samantha Murrayová Sharanová /  Jessika Ponchetová

## Přehled finále

### Ženská dvouhra
- Jüan Jüe vs.  Wang Si-jü, 6–4, 7–6(7–4)

### Ženská čtyřhra
- Olivia Gadecká /  Olivia Nichollsová vs.  Katarzyna Kawaová /  Bibiane Schoofsová, 6–2, 6–4